# Іноуе Каору
Іноуе Каору (яп. 井上馨, いのうえかおる; 16 січня 1836 — 1 вересня 1915) — японський політичний і державний діяч, дипломат, підприємець, фінансист. Перший міністр промисловості (1878) і закордонних справ (1879—1887), 5-й міністр сільського господарства і торгівлі (1888—1889), 10-й міністр внутрішніх справ (1892—1894), 6-й міністр фінансів Японії (1898). Маркіз, ґенро. Псевдонім — Сейґай.

## Біографія
Іноуе Каору народився 16 січня 1836 року в Тьосю-хані, в самурайській родині. Батько хлопця працював пажем володаря хану. В дитинстві Каору віддали названим сином до роду Шішідо, де він змінив ім'я на Тамон, але згодом знову повернувся до власного роду Іноуе.
На початку 1860-х років Каору був учасником радикального громадського руху «Шануймо Імператора, геть варварів!». 1862 року спільно із Такасуґі Сінсаку він здійснив напад на британське посольство в Шінаґаві, проте наступного року таємно виїхав до Британії на стажування. Завдяки цьому Каору полишив свої ксенофобські погляди, переконавшись в необхідності централізації та вестернізації Японії. З початком Шімоносекської війни 1864 року, він терміново повернувся на батьківщину, де переконував керівництво Тьосю-хану відмовитись від антиіноземної політики і зосередитись на поваленні сьоґунату Токуґава. Для реалізації цієї мети молодий політик всіляко сприяв укладанню антисьоґунатського союзу Сацуми і Тьосю.
Після реставрації Мейджі 1868 року Каору увійшов до нового Імператорського уряду і був призначений на посади Імператорського радника та голови Іноземної канцелярії. 1869 року він став головою управління торгівлі, а 1871 року — віце-міністром міністерства фінансів. Під час перебування посольства Івакури закордоном, Каору відійшов на деякий час від політики і заснував торговельне підприємство Сенсю, що стало попередником підприємства Міцуї Буссан, складової концерну Міцуї.
1875 року під час Осацьких зборів Каору повернувся в уряд і зайняв посаду члена Сенату. Того ж року він виконав обов'язки надзвичайного віце-посла Японії до Кореї для залагодження наслідків Канхваського інциденту. 1878 року Каору поновився на посаді Імператорського радника і став міністром промисловості, а наступного року отримав пост міністра закордонних справ. 1884 року він вдруге відвідав Корею як посол після перевороту Капсін. Поряд з цим міністр долучився до створення всеяпонських пошти і залізниці, а також сприяв розвитку японської промисловості і сільського господарства.
Після запровадження 1885 року прем'єрства і Кабінету міністрів, Каору постійно перебував у перших ешелонах влади. У першому уряді Іто Хіробумі він займав посаду міністра закордонних справ (1885—1887), в уряді Куроди Кійотаки був міністром сільського господарства і торгівлі (1888 — 1889), в другому уряді Іто Хіробумі служив міністром внутрішніх справ та заступником прем'єр-міністра (1892—1894), а у третьому уряді — міністром фінансів (1898).
На посаді голови міністерства закордонних справ Каору вів активну роботу з перегляду нерівноправних договорів, які Японія підписала із США та державами Європи 1858 року. У зв'язку з цим він підтримував вестернізацію Японії аби мати можливість вести переговори з іноземцями на рівних. 1883 року Каору заснував палац Рокумейкан, в якому щодобово приймав закордонних послів, влаштовуючи розкішні прийоми. Ці заходи допомогли змінити негативний образ Японії в суспільній свідомості країн Європи та США, але викликали різку критику всередині Японії. Каору мав також тісні зв'язки із найвпливовішими фінансовими і торговими лідерами країни, для консультацій із якими заснув 1883 року Товариство радості. Особливо близькими були його відносини із корпорацією Міцуї. 1900 року вона найняла міністра своїм довічним радником, що дало йому змогу до кінця життя впливати на розвиток самої корпорації та економіку країни.
1884 року, за заслуги перед державою, Каору був прирівняний до титулованої шляхти і отримав титул графа. 1907 року його підвищили до маркіза. В проміжку між цими нагородженнями, 18 лютого 1904 року, Каору отримав почесне звання ґенро. Воно надавало йому широкі повноваження в політиці.
1 вересня 1915 року Іноуе Каору помер у своїй віллі в містечку Окіцу префектури Шідзуока.